# أندريه داينا
أندريه داينا هو لاعب كرة قدم وحكم كرة قدم ومدرب كرة قدم سويسري، ولد في 8 يوليو 1940 في Buttes, Neuchâtel ‏ في سويسرا. شارك مع منتخب سويسرا لكرة القدم. أما مع النوادي، فقد لعب مع نادي سيرفيت ونادي لوزان ونادي نوشاتل زاماكس ونادي يانغ بويز.

## وصلات خارجية
- أندريه داينا على موقع قاعدة بيانات كرة القدم.إي يو (الإنجليزية)
- أندريه داينا على موقع ناشيونال فوتبول تيمز (الإنجليزية)
- أندريه داينا على موقع Soccerway.com (الإنجليزية)
- أندريه داينا على موقع عالم كرة القدم.نت (الإنجليزية)
- أندريه داينا على موقع أوليمبيديا (الإنجليزية)